# (10129) Fole
(10129) Fole – planetoida z pasa głównego asteroid okrążająca Słońce w ciągu 3 lat i 69 dni w średniej odległości 2,17 j.a. Została odkryta 19 marca 1993 roku w Europejskim Obserwatorium Południowym w programie UESAC. Nazwa planetoidy pochodzi od Fole, małej parafii na Gotlandii. Przed nadaniem nazwy planetoida nosiła oznaczenie tymczasowe (10129) 1993 FO40.